# Tir aux Jeux olympiques d'été de 2008
Navigation
Athènes 2004 Londres 2012
Les épreuves de tir aux Jeux olympiques d'été de 2008 se sont déroulées du 9 au 17 août au Centre de tir de Pékin (République populaire de Chine). Elles ont vu la nation hôte remporter le tiers des médailles d'or mises en jeu.

## Épreuves
| Disciplines      | Hommes                                             | Femmes                             | Total |
| ---------------- | -------------------------------------------------- | ---------------------------------- | ----- |
| Carabine         | 10 m air comprimé 50 m 3 positions 50 m tir couché | 10 m air comprimé 50 m 3 positions | 5     |
| Pistolet         | 10 m air comprimé 25 m tir rapide 50m              | 10 m air comprimé 25 m             | 5     |
| Tir aux plateaux | Trap Double trap Skeet                             | Trap Skeet                         | 5     |
| Total            | 9                                                  | 6                                  | 15    |

## Calendrier
|  |  |  |  | 2 | 2 | 2 | 2 | 1 | 2 | 1 | 2 | 1 |  |  |  |  |  |  |  |

|  | Jour de finale |

## Quotas de qualification
| Épreuve                    | Ch. Monde 2006 | Shotgun WCH 2005 | Shotgun WCH 2007 | Coupe monde 2005 | Coupe monde 2006 | Coupe monde 2007 | Europe 2007 | Amérique 2007 | Asie 2007 | Afrique 2007 | Océanie 2007 | Pays hôte | TOTAL |
| -------------------------- | -------------- | ---------------- | ---------------- | ---------------- | ---------------- | ---------------- | ----------- | ------------- | --------- | ------------ | ------------ | --------- | ----- |
| Hommes                     |                |                  |                  |                  |                  |                  |             |               |           |              |              |           |       |
| Carabine 50 m tir couché   | 4              | -                | -                | 4                | 4                | 4                | 3           | 2             | 2         | 1            | 1            | -         | 25    |
| Carabine 50 m 3 positions  | 4              | -                | -                | 4                | 4                | 4                | 3           | 2             | 2         | 1            | 1            | 1         | 26    |
| Carabine 10 m air comprimé | 5              | -                | -                | 4                | 4                | 4                | 3           | 2             | 2         | 1            | 1            | -         | 26    |
| Pistolet 50 m              | 4              | -                | -                | 4                | 4                | 4                | 3           | 2             | 2         | 1            | 1            | -         | 25    |
| Pistolet tir rapide 25 m   | 2              | -                | -                | -                | 4                | 4                | 2           | 1             | 1         | 1            | 1            | 1         | 17    |
| Pistolet air comprimé 10 m | 5              | -                | -                | 4                | 4                | 4                | 3           | 2             | 2         | 1            | 1            | 1         | 27    |
| Trap                       | 3              | 1                | 1                | 4                | 4                | 4                | 4           | 3             | 3         | 1            | 2            | 1         | 31    |
| Double Trap                | 2              | 1                | 1                | -                | 4                | 4                | 1           | 1             | 1         | 1            | 1            | -         | 17    |
| Skeet                      | 3              | 1                | 1                | 4                | 4                | 4                | 5           | 3             | 3         | 1            | 2            | 1         | 32    |
| Femmes                     |                |                  |                  |                  |                  |                  |             |               |           |              |              |           |       |
| Carabine 50 m 3 positions  | 4              | -                | -                | 4                | 4                | 4                | 3           | 2             | 2         | 1            | 1            | -         | 25    |
| Carabine air comprimé 10 m | 5              | -                | -                | 4                | 4                | 4                | 3           | 2             | 2         | 1            | 1            | 1         | 27    |
| Pistolet 25 m              | 4              | -                | -                | 4                | 4                | 4                | 3           | 2             | 2         | 1            | 1            | 1         | 26    |
| Pistolet air comprimé 10 m | 5              | -                | -                | 4                | 4                | 4                | 3           | 2             | 2         | 1            | 1            | -         | 26    |
| Trap                       | 2              | 1                | 1                | -                | 4                | 4                | 1           | 1             | 1         | 1            | 1            | 1         | 18    |
| Skeet                      | 2              | 1                | 1                | -                | 4                | 4                | 1           | 1             | 1         | 1            | 1            | 1         | 18    |

## Podiums

### Hommes
Six nations se partagent les titres. Deux médailles d'or pour la Chine, les États-Unis et l'Ukraine.
| Carabine          |                  |                                     |                                     |
| 10 m air comprimé | Abhinav Bindra   | Zhu Qinan                           | Henri Hakkinen                      |
| 50 m 3 positions  | Qiu Jian         | Jury Sukhorukov                     | Rajmond Debevec                     |
| 50 m tir couché   | Artur Ayvazyan   | Matthew Emmons                      | Warren Potent                       |
| Pistolet          |                  |                                     |                                     |
| 10 m air comprimé | Pang Wei         | Jin Jong-oh                         | Jason Turner                        |
| 10 m air comprimé | Pang Wei         | Jin Jong-oh                         | Disqualifié pour dopage Kim Jong-su |
| 25 m tir rapide   | Oleksandr Petriv | Ralf Schumann                       | Christian Reitz                     |
| 50 m              | Jin Jong-oh      | Tan Zongliang                       | Vladimir Isakov                     |
| 50 m              | Jin Jong-oh      | Disqualifié pour dopage Kim Jong-su | Vladimir Isakov                     |
| Tir aux plateaux  |                  |                                     |                                     |
| Trap              | David Kostelecký | Giovanni Pellielo                   | Aleksey Alipov                      |
| Double trap       | Walton Eller     | Francesco D'Aniello                 | Hu Binyuan                          |
| Skeet             | Vincent Hancock  | Tore Brovold                        | Anthony Terras                      |

### Femmes
4 nations titrées. La Chine domine les épreuves féminines avec trois médailles d'or.
| Carabine          |                     |                    |                      |
| 10 m air comprimé | Katerina Emmons     | Lioubov Galkina    | Snježana Pejčić      |
| 50 m 3 positions  | Du Li               | Katerina Emmons    | Eglis Yaima Cruz     |
| Pistolet          |                     |                    |                      |
| 10 m air comprimé | Guo Wenjun          | Natalia Paderina   | Nino Salukvadze      |
| 25 m              | Chen Ying           | Otryadyn Gündegmaa | Munkhbayar Dorjsuren |
| Tir aux plateaux  |                     |                    |                      |
| Trap              | Satu Makela-Nummela | Zuzana Štefečeková | Corey Cogdell        |
| Skeet             | Chiara Cainero      | Kimberly Rhode     | Christine Brinker    |

## Résultats

### Hommes

#### Carabine
10 m air comprimé
Abhinav Bindra devient le premier médaillé d'or olympique indien dans une épreuve individuelle. En tête, à l'issue du 9e tir, à égalité avec Henri Hakkinen. Il gagne finalement devant le tenant du titre Qinan Zhu. Hakkinen échoue à la troisième place, perdant sur le dernier plomb, non seulement l'or mais aussi l'argent.
| Rang | Pays     | Athlète                   | Qualification | 1    | 2    | 3    | 4    | 5    | 6    | 7    | 8    | 8    | 10   | Total |
| ---- | -------- | ------------------------- | ------------- | ---- | ---- | ---- | ---- | ---- | ---- | ---- | ---- | ---- | ---- | ----- |
| 1    | Inde     | Abhinav Bindra            | 596           | 10.4 | 10.3 | 10.4 | 10.5 | 10.5 | 10.5 | 10.6 | 10.0 | 10.2 | 10.8 | 700.5 |
| 2    | Chine    | Qinan Zhu                 | 597           | 10.2 | 10.0 | 9.9  | 10.2 | 10.1 | 10.7 | 10.1 | 10.6 | 10.4 | 10.5 | 699.7 |
| 3    | Finlande | Henri Hakkinen            | 598           | 10.1 | 10.2 | 10.5 | 10.0 | 10.2 | 10.3 | 10.0 | 10.1 | 10.3 | 9.7  | 699.4 |
| 4    | Roumanie | Alin George Moldoveanu    | 596           | 10.2 | 9.8  | 10.2 | 10.1 | 10.4 | 10.4 | 10.7 | 10.4 | 10.3 | 10.4 | 698.9 |
| 5    | Russie   | Konstantin Prikhodtchenko | 595           | 10.1 | 9.4  | 10.5 | 10.3 | 10.6 | 10.6 | 10.3 | 10.4 | 10.5 | 10.7 | 698.4 |
| 6    | Hongrie  | Peter Sidi                | 595           | 10.3 | 10.8 | 9.6  | 10.8 | 10.0 | 10.2 | 10.7 | 10.8 | 10.2 | 10.0 | 698.4 |
| 7    | Serbie   | Stevan Pletikosic         | 595           | 10.3 | 10.4 | 10.6 | 9.7  | 10.8 | 10.6 | 9.6  | 10.0 | 9.9  | 10.8 | 697.7 |
| 8    | Russie   | Serguei Kruglov           | 595.0         | 9.2  | 10.4 | 10.0 | 10.7 | 9.7  | 10.6 | 10.5 | 10.5 | 10.2 | 10.2 | 697.0 |

50 m tir couché
Artur Ayvazyan, en tête à l'issue des qualifications, conserve sa première place pour obtenir l'or. Le tenant du titre Matthew Emmons, deuxième des préliminaires, doit se contenter de la médaille d'argent. Warren Potent, quatrième des qualifications, gagne une place pour s'octroyer le bronze.
| Rang | Pays        | Athlète                   | Qualification | 1    | 2    | 3    | 4    | 5    | 6    | 7    | 8    | 8    | 10   | Total |
| ---- | ----------- | ------------------------- | ------------- | ---- | ---- | ---- | ---- | ---- | ---- | ---- | ---- | ---- | ---- | ----- |
| 1    | Ukraine     | Artur Ayvazyan            | 599           | 10.4 | 10.6 | 10.2 | 10.6 | 10.2 | 10.4 | 10.8 | 10.0 | 10.2 | 10.3 | 702.7 |
| 2    | États-Unis  | Matthew Emmons            | 597           | 10.0 | 10.8 | 10.6 | 9.8  | 10.8 | 10.8 | 10.7 | 10.4 | 10.4 | 10.4 | 701.7 |
| 3    | Australie   | Warren Potent             | 595           | 10.3 | 10.6 | 10.6 | 10.3 | 10.4 | 10.7 | 10.5 | 10.8 | 10.6 | 10.7 | 700.5 |
| 4    | Norvège     | Vebjoern Berg             | 596           | 10.1 | 10.4 | 10.2 | 10.1 | 10.1 | 9.9  | 10.8 | 10.7 | 10.6 | 10.2 | 699.1 |
| 5    | Russie      | Konstantin Prikhodtchenko | 595           | 10.8 | 10.6 | 10.9 | 10.3 | 9.9  | 10.1 | 9.9  | 10.3 | 10.6 | 10.6 | 699.0 |
| 6    | France      | Valérian Sauveplane       | 594           | 10.8 | 10.5 | 9.4  | 10.5 | 10.4 | 10.7 | 10.8 | 10.4 | 10.8 | 10.5 | 698.9 |
| 7    | Finlande    | Juha Hirvi                | 595           | 10.2 | 10.5 | 9.3  | 10.5 | 10.7 | 10.0 | 10.7 | 10.8 | 10.6 | 10.2 | 698.5 |
| 8    | Biélorussie | Siarhei Martynau          | 595.0         | 9.8  | 10.6 | 10.3 | 9.9  | 10.1 | 10.7 | 10.8 | 10.6 | 10.0 | 10.5 | 698.3 |

50 m 3 positions
Matthew Emmons, en tête avec une avance énorme de 3,3 pts à l'issue du 9e tir de la finale, rate totalement son dernier tir (4,4 !). Le titre échoit à Qiu Jian pour un petit dixième, devant Jury Sukhorukov. Le recordman olympique et mondial Rajmond Debevec prend le bronze.
| Rang | Pays       | Athlète             | Qualification | Qualification | Qualification | Qualification | Qualification | Qualification | Qualification | Qualification | Qualification | Qualification | Qualification | Qualification | Qualification | Finale | Finale | Finale | Finale | Finale | Finale | Finale | Finale | Finale | Finale | Total  |
| Rang | Pays       | Athlète             | Couché        | Couché        | Couché        | Couché        | Debout        | Debout        | Debout        | Debout        | À genoux      | À genoux      | À genoux      | À genoux      | Total         | 1      | 2      | 3      | 4      | 5      | 6      | 7      | 8      | 9      | 10     | Total  |
| Rang | Pays       | Athlète             | 1             | 2             | 3             | 4             | 1             | 2             | 3             | 4             | 1             | 2             | 3             | 4             | Total         | 1      | 2      | 3      | 4      | 5      | 6      | 7      | 8      | 9      | 10     | Total  |
| ---- | ---------- | ------------------- | ------------- | ------------- | ------------- | ------------- | ------------- | ------------- | ------------- | ------------- | ------------- | ------------- | ------------- | ------------- | ------------- | ------ | ------ | ------ | ------ | ------ | ------ | ------ | ------ | ------ | ------ | ------ |
| 1    | Chine      | Qiu Jian            | 98            | 98            | 99            | 99            | 95            | 94            | 99            | 99            | 99            | 98            | 99            | 96            | 1173          | 10.2   | 8.8    | 10.5   | 10.6   | 9.3    | 9.4    | 10.0   | 10.3   | 10.4   | 10.0   | 1272.5 |
| 2    | Ukraine    | Jury Sukhorukov     | 99            | 100           | 99            | 100           | 98            | 96            | 94            | 96            | 99            | 97            | 98            | 98            | 1174          | 9.5    | 9.5    | 9.8    | 9.9    | 10.1   | 9.1    | 10.2   | 10.1   | 10.4   | 9.8    | 1272.4 |
| 3    | Slovénie   | Rajmond Debevec     | 100           | 100           | 100           | 99            | 95            | 96            | 97            | 98            | 97            | 98            | 99            | 97            | 1176          | 7.7    | 10.2   | 7.9    | 9.5    | 10.0   | 10.5   | 9.2    | 10.0   | 9.9    | 10.8   | 1271.7 |
| 4    | États-Unis | Matthew Emmons      | 100           | 99            | 100           | 100           | 97            | 99            | 96            | 97            | 99            | 95            | 98            | 95            | 1175          | 9.7    | 10.2   | 10.5   | 10.1   | 10.5   | 10.0   | 10.1   | 10.0   | 9.8    | 4.4    | 1270.3 |
| 5    | Autriche   | Thomas Farnik       | 98            | 98            | 99            | 96            | 97            | 99            | 93            | 97            | 100           | 98            | 99            | 97            | 1171          | 10.0   | 9.4    | 9.7    | 9.4    | 9.8    | 9.9    | 9.9    | 10.1   | 9.4    | 10.3   | 1268.9 |
| 6    | Autriche   | Mario Knoegler      | 99            | 96            | 100           | 100           | 95            | 98            | 97            | 96            | 98            | 99            | 96            | 96            | 1170          | 8.2    | 10.1   | 9.4    | 10.2   | 10.2   | 10.3   | 10.4   | 10.2   | 10.1   | 9.3    | 1268.4 |
| 7    | France     | Valérian Sauveplane | 99            | 99            | 90            | 98            | 98            | 95            | 97            | 94            | 99            | 98            | 98            | 97            | 1172          | 8.8    | 9.2    | 10.3   | 10.1   | 10.0   | 10.1   | 7.9    | 9.5    | 9.2    | 10.0   | 1267.1 |
| 8    | Norvège    | Vebjoern Berg       | 100           | 98            | 100           | 100           | 92            | 99            | 95            | 97            | 96            | 98            | 99            | 98            | 1172          | 9.4    | 8.8    | 8.6    | 10.6   | 8.0    | 10.2   | 9.5    | 9.6    | 10.0   | 9.8    | 1266.5 |

#### Pistolet
10 m air comprimé
Podium 100 % asiatique avec la victoire du favori Pang Wei, champion du monde 2006. Jason Turner prend la quatrième place, à l'issue d'un barrage contre son compatriote Brian Beaman. Place qui se transforme en bronze, après le déclassement de Kim Jong-su pour dopage.
| Rang                    | Pays          | Athlète               | Qualification | 1    | 2    | 3    | 4    | 5    | 6    | 7    | 8    | 8    | 10   | Total |
| ----------------------- | ------------- | --------------------- | ------------- | ---- | ---- | ---- | ---- | ---- | ---- | ---- | ---- | ---- | ---- | ----- |
| 1                       | Chine         | Pang Wei              | 586           | 9.3  | 10.3 | 10.5 | 10.3 | 10.4 | 10.3 | 10.7 | 10.4 | 10.7 | 9.3  | 688.2 |
| 2                       | Corée du Sud  | Jin Jong-oh           | 584           | 9.5  | 9.9  | 10.6 | 10.3 | 9.4  | 10.2 | 10.1 | 10.8 | 9.9  | 9.8  | 684.5 |
| Disqualifié pour dopage | Corée du Nord | Kim Jong-su           | 584           | 9.2  | 10.2 | 10.5 | 9.9  | 10.3 | 9.5  | 10.2 | 8.9  | 10.3 | 10.0 | 683.0 |
| 3                       | États-Unis    | Jason Turner          | 583           | 8.8  | 10.4 | 10.6 | 10.1 | 10.5 | 9.5  | 9.7  | 10.8 | 8.9  | 9.7  | 682.0 |
| 4                       | États-Unis    | Brian Beaman          | 581           | 10.0 | 10.3 | 10.3 | 10.0 | 10.4 | 9.1  | 10.0 | 10.1 | 10.4 | 10.4 | 682.0 |
| 5                       | Russie        | Leonid Ekimov         | 582           | 10.2 | 10.3 | 8.7  | 9.8  | 10.4 | 9.5  | 9.2  | 10.0 | 10.6 | 9.8  | 680.5 |
| 6                       | France        | Walter Lapeyre        | 581           | 9.7  | 10.3 | 9.4  | 10.7 | 9.4  | 10.3 | 9.6  | 9.2  | 10.4 | 10.3 | 680.3 |
| 7                       | Thaïlande     | Jakkrit Panichpatikum | 581           | 9.9  | 9.6  | 9.2  | 9.8  | 9.7  | 10.3 | 10.4 | 9.1  | 10.8 | 9.2  | 679.0 |

50 m
Le Sud-Coréen bat pour le titre olympique le Nord-coréen sur une faible marge de 2 dixièmes. Avant que Kim Jong-su ne soit disqualifié pour dopage. Le champion du monde en titre Zongliang Tan, pourtant premier à l'issue des qualifications, récupère l'argent, après avoir craqué lors de la finale. Après un barrage qui lui donnait la quatrième place, Vladimir Isakov obtient le bronze.
| Rang                    | Pays          | Athlète         | Qualification | 1    | 2    | 3    | 4    | 5    | 6    | 7    | 8   | 8    | 10   | Total |
| ----------------------- | ------------- | --------------- | ------------- | ---- | ---- | ---- | ---- | ---- | ---- | ---- | --- | ---- | ---- | ----- |
| 1                       | Corée du Sud  | Jin Jong-oh     | 563           | 10.3 | 10.5 | 9.8  | 8.5  | 10.4 | 10.3 | 9.7  | 9.9 | 9.8  | 8.2  | 660.4 |
| Disqualifié pour dopage | Corée du Nord | Kim Jong-su     | 563           | 9.3  | 10.0 | 9.0  | 9.0  | 9.7  | 10.2 | 9.4  | 9.2 | 9.9  | 10.5 | 660.2 |
| 2                       | Chine         | Tan Zongliang   | 565           | 7.9  | 9.2  | 10.2 | 8.1  | 10.6 | 9.8  | 10.2 | 9.6 | 9.7  | 9.2  | 659.5 |
| 3                       | Russie        | Vladimir Isakov | 563           | 8.7  | 8.4  | 9.8  | 9.7  | 10.5 | 9.5  | 10.3 | 9.5 | 9.1  | 10.4 | 658.9 |
| 4                       | Ukraine       | Oleg Omelchuk   | 563           | 8.2  | 10.5 | 10.1 | 10.5 | 9.3  | 10.1 | 9.6  | 8.3 | 10.3 | 9.0  | 658.9 |
| 5                       | Slovénie      | Pavol Kopp      | 563           | 9.4  | 10.3 | 10.0 | 10.0 | 8.7  | 8.3  | 10.2 | 8.7 | 10.0 | 9.0  | 657.6 |
| 6                       | Bulgarie      | Tanyu Kiryakov  | 562           | 9.3  | 9.1  | 9.8  | 10.4 | 9.8  | 10.7 | 8.7  | 9.3 | 8.9  | 8.8  | 656.8 |
| 7                       | Serbie        | Damir Mikec     | 559           | 9.9  | 10.6 | 8.7  | 9.9  | 8.7  | 9.8  | 10.5 | 8.2 | 10.2 | 10.3 | 655.8 |

25 m tir rapide
Oleksandr Petriv remporte l'or devant le triple médaillé d'or olympique Ralf Schumann et le n°1 mondial Christian Reitz. Les médaillés ont bénéficié des contre-performances des trois premiers à l'issue des qualifications.
| Rang | Pays       | Athlète          | Qualification | 1    | 2    | 3    | 4    | 5    | 6    | 7    | 8    | 8    | 10   | Total |
| Rang | Pays       | Athlète          | Qualification | 11   | 12   | 13   | 14   | 15   | 16   | 17   | 18   | 18   | 20   | Total |
| ---- | ---------- | ---------------- | ------------- | ---- | ---- | ---- | ---- | ---- | ---- | ---- | ---- | ---- | ---- | ----- |
| 1    | Ukraine    | Oleksandr Petriv | 580           | 10.1 | 10.3 | 10.4 | 10.1 | 9.9  | 10.8 | 10.3 | 9.6  | 10.4 | 9.1  | 780.2 |
| 1    | Ukraine    | Oleksandr Petriv | 580           | 8.4  | 10.2 | 9.6  | 10.0 | 10.2 | 10.0 | 10.5 | 9.8  | 10.3 | 10.2 | 780.2 |
| 2    | Allemagne  | Ralf Schumann    | 579           | 8.4  | 10.7 | 10.5 | 9.3  | 10.3 | 9.6  | 10.2 | 10.3 | 9.8  | 9.6  | 779.5 |
| 2    | Allemagne  | Ralf Schumann    | 579           | 10.1 | 10.3 | 10.3 | 10.0 | 9.5  | 10.8 | 9.7  | 10.9 | 10.0 | 10.2 | 779.5 |
| 3    | Allemagne  | Christian Reitz  | 579           | 9.9  | 10.3 | 10.7 | 10.1 | 9.8  | 9.0  | 10.0 | 9.5  | 10.3 | 10.3 | 779.3 |
| 3    | Allemagne  | Christian Reitz  | 579           | 10.7 | 10.6 | 10.4 | 9.9  | 10.8 | 10.5 | 7.9  | 9.9  | 9.0  | 10.7 | 779.3 |
| 4    | Russie     | Leonid Ekimov    | 581           | 8.8  | 8.9  | 9.4  | 10.0 | 9.5  | 9.7  | 10.0 | 10.4 | 10.1 | 10.7 | 778.2 |
| 4    | Russie     | Leonid Ekimov    | 581           | 10.7 | 10.0 | 10.3 | 10.2 | 9.8  | 9.6  | 9.1  | 9.8  | 10.2 | 10.0 | 778.2 |
| 5    | États-Unis | Keith Sanderson  | 583           | 9.7  | 9.0  | 10.5 | 9.9  | 9.5  | 9.0  | 9.2  | 10.0 | 9.3  | 10.5 | 776.6 |
| 5    | États-Unis | Keith Sanderson  | 583           | 9.9  | 10.2 | 8.1  | 9.7  | 9.6  | 9.7  | 9.9  | 10.1 | 9.9  | 9.9  | 776.6 |
| 6    | Ukraine    | Roman Bondaruk   | 580           | 9.8  | 9.8  | 10.5 | 9.9  | 9.4  | 10.3 | 8.3  | 10.2 | 10.4 | 10.4 | 774.7 |
| 6    | Ukraine    | Roman Bondaruk   | 580           | 9.2  | 9.2  | 10.3 | 10.5 | 9.8  | 7.2  | 9.0  | 10.0 | 10.9 | 9.6  | 774.7 |

#### Tir aux plateaux
Trap
David Kostelecky remporte le titre en battant le record olympique. Il devance Giovanni Pellielo qui gagne sa troisième médaille olympique consécutive. Le tenant du titre Aleksey Alipov, en tête des qualifications avec le futur vainqueur, prend la médaille de bronze après un barrage contre Michael Diamond, champion olympique 1996 et 2000.
| Rang | Pays      | Athlète           | Qualification | Qualification | Qualification | Qualification | Qualification | Qualification | Qualification | Pts finale | Total | Finale |
| Rang | Pays      | Athlète           | 1             | 2             | 3             | 4             | 5             | Total         | Finale        | Pts finale | Total | Finale |
| ---- | --------- | ----------------- | ------------- | ------------- | ------------- | ------------- | ------------- | ------------- | ------------- | ---------- | ----- | ------ |
| 1    | Tchéquie  | David Kostelecky  | 24            | 24            | 25            | 24            | 24            | 121           | -             | 25         | 146   | -      |
| 2    | Italie    | Giovanni Pellielo | 25            | 25            | 23            | 24            | 23            | 120           | -             | 23         | 143   | -      |
| 3    | Russie    | Aleksey Alipov    | 23            | 24            | 25            | 25            | 24            | 121           | -             | 21         | 142   | +3     |
| 4    | Australie | Michael Diamond   | 25            | 23            | 24            | 24            | 23            | 119           | +3            | 23         | 142   | +2     |
| 5    | Croatie   | Josip Glasnovic   | 25            | 23            | 24            | 25            | 22            | 119           | +3            | 21         | 140   | +2     |
| 6    | Italie    | Erminio Frasca    | 23            | 24            | 25            | 24            | 24            | 120           | -             | 20         | 140   | +1     |

Double trap
Walton Eller a su préserver sa confortable avance (4 points), acquise lors des qualifications, pour remporter le titre. Il s'adjuge les records olympiques en qualifications et en phase finale. Le champion du monde 2007 Francesco D'Aniello gagne la médaille d'argent. Binyuan Hu, quatrième des qualifications, prend le bronze.
| Rang | Pays        | Athlète             | Qualification | Qualification | Qualification | Qualification | Qualification | Pts finale | Total | Finale |
| Rang | Pays        | Athlète             | 1             | 2             | 3             | Total         | Finale        | Pts finale | Total | Finale |
| ---- | ----------- | ------------------- | ------------- | ------------- | ------------- | ------------- | ------------- | ---------- | ----- | ------ |
| 1    | États-Unis  | Walton Eller        | 48            | 49            | 48            | 145           | -             | 45         | -     | 190    |
| 2    | Italie      | Francesco D'Aniello | 48            | 46            | 47            | 141           | -             | 46         | -     | 187    |
| 3    | Chine       | Binyuan Hu          | 48            | 42            | 48            | 138           | -             | 46         | -     | 184    |
| 4    | États-Unis  | Jeffrey Holguin     | 45            | 48            | 47            | 140           | -             | 42         | -     | 182    |
| 5    | Australie   | Russell Mark        | 45            | 48            | 43            | 136           | +6            | 45         | -     | 181    |
| 6    | Royaume-Uni | Richard Faulds      | 46            | 46            | 48            | 137           | -             | 43         | -     | 180    |

Skeet
Vincent Hancock remporte le titre après barrage. Il bat les deux records olympiques. Son dauphin Tore Brovold ne bat, lui, que le record olympique du total. Anthony Terras remporte la seule médaille française (bronze) en tir des J. O. 2008, après un barrage face à Antonis Nikolaidis.
| Rang | Pays       | Athlète            | Qualification | Qualification | Qualification | Qualification | Qualification | Qualification | Qualification | Pts finale | Total | Finale |
| Rang | Pays       | Athlète            | 1             | 2             | 3             | 4             | 5             | Total         | Finale        | Pts finale | Total | Finale |
| ---- | ---------- | ------------------ | ------------- | ------------- | ------------- | ------------- | ------------- | ------------- | ------------- | ---------- | ----- | ------ |
| 1    | États-Unis | Vincent Hancock    | 25            | 24            | 24            | 24            | 24            | 121           | -             | 24         | 145   | +4     |
| 2    | Norvège    | Tore Brovold       | 25            | 23            | 23            | 25            | 23            | 120           | -             | 25         | 145   | +3     |
| 3    | France     | Anthony Terras     | 24            | 24            | 24            | 25            | 23            | 120           | -             | 24         | 144   | +3     |
| 4    | Chypre     | Antonis Nikolaidis | 24            | 24            | 24            | 25            | 23            | 120           | -             | 24         | 144   | +2     |
| 5    | Chypre     | Yórgos Achilléos   | 23            | 24            | 23            | 25            | 23            | 119           | -             | 24         | 143   | -      |
| 6    | Chine      | Ridong Qu          | 24            | 23            | 23            | 23            | 25            | 118           | +4            | 24         | 142   | -      |

### Femmes

#### Carabine
10 m air comprimé
Kateřina Emmons, déjà première à l'issue des qualifications, a remporté la première médaille d'or décernée à Pékin. Elle égale le record du monde en qualifications et bat les deux records olympiques.
| Rang | Pays       | Athlète           | Qualification | 1    | 2    | 3    | 4    | 5    | 6    | 7    | 8    | 8    | 10   | Total |
| ---- | ---------- | ----------------- | ------------- | ---- | ---- | ---- | ---- | ---- | ---- | ---- | ---- | ---- | ---- | ----- |
| 1    | Tchéquie   | Kateřina Emmons   | 400           | 10.6 | 10.7 | 9.7  | 10.9 | 10.6 | 10.4 | 10.6 | 10.3 | 10.2 | 9.9  | 503.5 |
| 2    | Russie     | Lyubov Galkina    | 399           | 10.7 | 10.3 | 9.5  | 10.2 | 10.1 | 10.7 | 10.3 | 10.6 | 10.7 | 10.0 | 502.1 |
| 3    | Croatie    | Snježana Pejčić   | 399           | 10.6 | 10.5 | 10.6 | 10.0 | 10.5 | 9.8  | 3.6  | 9.7  | 9.8  | 10.1 | 500.9 |
| 4    | États-Unis | Jamie Beyerle     | 397           | 10.6 | 9.6  | 10.3 | 10.4 | 10.0 | 10.7 | 9.9  | 10.4 | 10.8 | 10.1 | 499.8 |
| 5    | Chine      | Du Li             | 399           | 9.8  | 10.0 | 10.1 | 10.4 | 10.1 | 10.0 | 9.7  | 10.0 | 10.4 | 10.1 | 499.6 |
| 6    | Kazakhstan | Olga Dovgun       | 397           | 10.1 | 10.1 | 9.8  | 10.6 | 10.0 | 9.7  | 10.5 | 10.6 | 9.9  | 9.8  | 498.1 |
| 7    | France     | Marie-Laure Gigon | 396           | 10.3 | 9.6  | 10.4 | 10.7 | 10.7 | 9.9  | 10.5 | 10.2 | 9.8  | 9.2  | 497.3 |
| 8    | Pologne    | Sylwia Bogacka    | 397           | 10.2 | 9.8  | 9.7  | 9.6  | 9.9  | 10.3 | 9.8  | 9.9  | 10.3 | 9.2  | 495.7 |

50 m 3 positions
Du Li prend sa revanche. La tenante du titre de la carabine à 10 m avait craqué sous la pression et terminé seulement 5e de cette épreuve. Elle gagne en égalant le record olympique des qualifications et en battant celui de la phase finale. Kateřina Emmons devance pour la médaille d'argent Eglis Yaima Cruz de 0,1 pt et la Cubaine devance de 0,2 pt la tenante du titre Lioubov Galkina pour le bronze. Jamie Beyerle perd une médaille (argent ou bronze) à son dernier tir.
| Rang | Pays       | Athlète           | Qualification | Qualification | Qualification | Qualification | Qualification | Qualification | Qualification | Finale | Finale | Finale | Finale | Finale | Finale | Finale | Finale | Finale | Finale | Total |
| Rang | Pays       | Athlète           | Couché        | Couché        | Debout        | Debout        | À genoux      | À genoux      | Total         | 1      | 2      | 3      | 4      | 5      | 6      | 7      | 8      | 9      | 10     | Total |
| Rang | Pays       | Athlète           | 1             | 2             | 1             | 2             | 1             | 2             | Total         | 1      | 2      | 3      | 4      | 5      | 6      | 7      | 8      | 9      | 10     | Total |
| ---- | ---------- | ----------------- | ------------- | ------------- | ------------- | ------------- | ------------- | ------------- | ------------- | ------ | ------ | ------ | ------ | ------ | ------ | ------ | ------ | ------ | ------ | ----- |
| 1    | Chine      | Du Li             | 99            | 97            | 97            | 97            | 100           | 99            | 589           | 8.7    | 10.3   | 10.4   | 9.8    | 9.9    | 10.8   | 10.0   | 10.1   | 10.8   | 10.5   | 690.3 |
| 2    | Tchéquie   | Kateřina Emmons   | 100           | 97            | 96            | 98            | 97            | 98            | 586           | 10.7   | 10.1   | 10.7   | 10.6   | 9.7    | 10.6   | 10.0   | 9.5    | 9.6    | 10.2   | 687.7 |
| 3    | Cuba       | Eglis Yaima Cruz  | 99            | 100           | 97            | 96            | 98            | 98            | 588           | 10.3   | 10.1   | 9.3    | 10.0   | 10.5   | 10.2   | 9.0    | 10.0   | 10.7   | 9.5    | 687.6 |
| 4    | Russie     | Lioubov Galkina   | 97            | 100           | 96            | 98            | 99            | 95            | 585           | 10.5   | 10.1   | 10.2   | 9.9    | 10.7   | 10.5   | 9.1    | 10.4   | 10.7   | 10.3   | 687.4 |
| 5    | États-Unis | Jamie Beyerle     | 98            | 100           | 93            | 98            | 99            | 98            | 586           | 10.5   | 9.5    | 10.4   | 10.2   | 10.6   | 9.9    | 10.3   | 10.2   | 10.6   | 8.7    | 686.9 |
| 6    | Kazakhstan | Olga Dovgun       | 100           | 100           | 97            | 95            | 98            | 98            | 588           | 9.9    | 10.0   | 10.5   | 9.4    | 9.9    | 10.4   | 9.8    | 8.7    | 9.5    | 10.2   | 686.3 |
| 7    | Serbie     | Lidija Mihajlovic | 99            | 100           | 96            | 95            | 97            | 99            | 586           | 10.8   | 10.3   | 10.0   | 10.2   | 10.6   | 9.4    | 9.9    | 8.7    | 10.4   | 9.7    | 686.0 |
| 8    | Chine      | Liuxi Wu          | 99            | 90            | 96            | 96            | 98            | 96            | 585           | 10.1   | 9.5    | 10.7   | 10.2   | 9.8    | 9.8    | 10.3   | 10.7   | 9.9    | 9.9    | 685.9 |

#### Pistolets
10 m air comprimé
La n°1 mondiale Guo Wenjun remporte l'épreuve malgré un record olympique en qualifications établi par Natalia Paderina. La Chinoise bat le record olympique en phase finale.
| Rang | Pays        | Athlète                     | Qualification | 1    | 2    | 3    | 4    | 5    | 6    | 7    | 8    | 9    | 10   | Total |
| ---- | ----------- | --------------------------- | ------------- | ---- | ---- | ---- | ---- | ---- | ---- | ---- | ---- | ---- | ---- | ----- |
| 1    | Chine       | Guo Wenjun                  | 390           | 10.0 | 10.5 | 10.4 | 10.4 | 10.1 | 10.3 | 9.4  | 10.7 | 10.8 | 9.7  | 492.3 |
| 2    | Russie      | Natalia Paderina            | 391           | 10.0 | 8.5  | 10.0 | 10.2 | 10.6 | 10.5 | 9.8  | 9.7  | 9.5  | 9.3  | 489.1 |
| 3    | Géorgie     | Nino Salukvadze             | 386           | 9.8  | 10.3 | 10.0 | 9.5  | 10.2 | 10.7 | 10.4 | 10.6 | 9.1  | 10.8 | 487.4 |
| 4    | Biélorussie | Viktoria Chaika             | 384           | 9.3  | 9.4  | 10.4 | 10.1 | 10.2 | 10.5 | 9.2  | 10.5 | 9.8  | 8.6  | 482.0 |
| 5    | Pologne     | Miroslava Sagun Lewandowska | 384           | 8.1  | 10.3 | 9.2  | 9.9  | 9.8  | 10.4 | 9.9  | 9.4  | 10.7 | 9.6  | 481.3 |
| 6    | Serbie      | Jasna Sekaric               | 384           | 10.2 | 9.6  | 9.9  | 9.9  | 9.3  | 9.1  | 9.7  | 10.0 | 9.3  | 9.9  | 480.9 |
| 7    | Finlande    | Mira Nevansuu               | 384           | 8.7  | 9.3  | 9.2  | 10.3 | 9.8  | 10.0 | 9.7  | 9.9  | 9.9  | 9.7  | 480.5 |
| 8    | Mongolie    | Munkzul Tsogbadrah          | 387           | 9.3  | 10.0 | 8.7  | 8.3  | 9.2  | 9.5  | 8.5  | 10.7 | 9.2  | 9.2  | 479.6 |

25 m
Otryadyn Gündegmaa survole les qualifications en y égalant le record olympique, mais doit se contenter de la médaille d'argent après que son arme se soit enrayée. Chen Ying bat le record olympique en phase finale et comble un retard de cinq points pour s'emparer du titre. Munkhbayar Dorjsuren en bronze à Barcelone pour la Mongolie obtient la même médaille pour l'Allemagne, 16 ans plus tard.
| Rang | Pays          | Athlète               | Qualification | Qualification | Qualification | Qualification | Qualification | Qualification | Qualification | Finale | Finale | Finale | Finale | Finale | Finale | Finale | Finale | Finale | Finale | Total |
| Rang | Pays          | Athlète               | Précision     | Précision     | Précision     | Vitesse       | Vitesse       | Vitesse       | Total         | 1      | 2      | 3      | 4      | 5      | 6      | 7      | 8      | 9      | 10     | Total |
| Rang | Pays          | Athlète               | 1             | 2             | 3             | 1             | 2             | 3             | Total         | 11     | 12     | 13     | 14     | 15     | 16     | 17     | 18     | 19     | 20     | Total |
| ---- | ------------- | --------------------- | ------------- | ------------- | ------------- | ------------- | ------------- | ------------- | ------------- | ------ | ------ | ------ | ------ | ------ | ------ | ------ | ------ | ------ | ------ | ----- |
| 1    | Chine         | Chen Ying             | 96            | 95            | 100           | 98            | 98            | 98            | 585           | 10.2   | 10.3   | 10.8   | 10.7   | 10.5   | 10.5   | 10.7   | 10.4   | 10.8   | 10.7   | 793.4 |
| 1    | Chine         | Chen Ying             | 96            | 95            | 100           | 98            | 98            | 98            | 585           | 9.9    | 10.3   | 10.8   | 10.8   | 10.7   | 10.5   | 10.0   | 9.2    | 10.3   | 10.3   | 793.4 |
| 2    | Mongolie      | Otryadyn Gündegmaa    | 97            | 96            | 98            | 100           | 100           | 99            | 590           | 10.5   | 9.8    | 10.5   | 10.3   | 10.0   | 10.0   | 10.5   | 9.7    | 10.3   | 10.6   | 792.2 |
| 2    | Mongolie      | Otryadyn Gündegmaa    | 97            | 96            | 98            | 100           | 100           | 99            | 590           | 9.0    | 10.2   | 9.8    | 9.7    | 10.3   | 10.3   | 10.5   | 9.3    | 10.3   | 10.6   | 792.2 |
| 3    | Allemagne     | Munkhbayar Dorjsuren  | 97            | 97            | 98            | 98            | 98            | 99            | 587           | 9.2    | 10.0   | 10.2   | 9.6    | 9.7    | 9.9    | 10.5   | 10.5   | 10.0   | 9.1    | 789.2 |
| 3    | Allemagne     | Munkhbayar Dorjsuren  | 97            | 97            | 98            | 98            | 98            | 99            | 587           | 10.6   | 10.5   | 10.4   | 10.4   | 10.7   | 10.1   | 9.2    | 10.7   | 10.9   | 10.0   | 789.2 |
| 4    | Chine         | Fengji Fei            | 95            | 99            | 98            | 97            | 96            | 97            | 582           | 10.4   | 10.3   | 10.4   | 10.8   | 10.5   | 9.8    | 10.7   | 10.5   | 10.1   | 10.2   | 787.9 |
| 4    | Chine         | Fengji Fei            | 95            | 99            | 98            | 97            | 96            | 97            | 582           | 10.7   | 10.2   | 9.7    | 10.1   | 10.1   | 10.0   | 10.5   | 9.6    | 10.5   | 10.8   | 787.9 |
| 5    | Bulgarie      | Maria Grozdeva        | 97            | 95            | 95            | 100           | 97            | 99            | 583           | 10.0   | 10.7   | 10.0   | 9.8    | 8.7    | 9.8    | 9.5    | 10.3   | 10.4   | 9.9    | 786.6 |
| 5    | Bulgarie      | Maria Grozdeva        | 97            | 95            | 95            | 100           | 97            | 99            | 583           | 10.3   | 10.9   | 10.4   | 10.4   | 10.5   | 10.1   | 10.6   | 10.5   | 10.5   | 10.3   | 786.6 |
| 6    | Corée du Nord | Yong Suk Jo           | 98            | 94            | 97            | 98            | 99            | 98            | 584           | 10.3   | 9.7    | 10.3   | 9.8    | 9.8    | 10.1   | 10.4   | 10.1   | 9.5    | 10.2   | 783.4 |
| 6    | Corée du Nord | Yong Suk Jo           | 98            | 94            | 97            | 98            | 99            | 98            | 584           | 10.0   | 10.0   | 10.5   | 8.7    | 10.3   | 9.4    | 10.5   | 9.9    | 10.3   | 9.6    | 783.4 |
| 7    | Thaïlande     | Tanyaporn Prucksakorn | 98            | 96            | 97            | 97            | 99            | 95            | 582           | 8.4    | 10.7   | 10.0   | 10.1   | 10.3   | 9.0    | 9.3    | 8.9    | 10.1   | 10.3   | 777.7 |
| 7    | Thaïlande     | Tanyaporn Prucksakorn | 98            | 96            | 97            | 97            | 99            | 95            | 582           | 10.4   | 10.4   | 10.8   | 10.0   | 8.0    | 10.2   | 9.7    | 9.4    | 10.3   | 9.4    | 777.7 |
| 8    | Salvador      | Luisa Maida           | 99            | 96            | 97            | 96            | 97            | 97            | 582           | 9.6    | 8.7    | 9.6    | 9.5    | 10.4   | 9.5    | 9.4    | 9.6    | 8.4    | 9.1    | 774.0 |
| 8    | Salvador      | Luisa Maida           | 99            | 96            | 97            | 96            | 97            | 97            | 582           | 10.5   | 10.2   | 10.2   | 10.4   | 10.4   | 9.6    | 10.1   | 6.6    | 10.5   | 9.7    | 774.0 |

#### Tir aux plateaux
Trap
Satu Makela-Nummela remporte l'or en battant le record olympique en phase finale. La médaille de bronze est revenu à Corey Cogdell après un barrage à quatre !
| Rang | Pays       | Athlète              | Qualification | Qualification | Qualification | Qualification | Qualification | Pts finale | Total | Finale |
| Rang | Pays       | Athlète              | 1             | 2             | 3             | Total         | Finale        | Pts finale | Total | Finale |
| ---- | ---------- | -------------------- | ------------- | ------------- | ------------- | ------------- | ------------- | ---------- | ----- | ------ |
| 1    | Finlande   | Satu Makela-Nummela  | 24            | 23            | 23            | 70            | -             | 21         | 91    | -      |
| 2    | Slovaquie  | Zuzana Štefečeková   | 24            | 21            | 25            | 70            | -             | 17         | 89    | -      |
| 3    | États-Unis | Corey Cogdell        | 23            | 23            | 23            | 69            | -             | 17         | 86    | +1     |
| 4    | Japon      | Yukie Nakayama       | 22            | 23            | 22            | 67            | -             | 19         | 86    | +0+1   |
| 5    | Lituanie   | Daina Gudzineviciute | 23            | 24            | 22            | 69            | -             | 17         | 86    | +0+0+2 |
| 6    | Kazakhstan | Elena Struchaeva     | 21            | 24            | 24            | 69            | -             | 17         | 86    | +0+0+1 |

Skeet
Les trois médaillées, en battant le record olympique de la phase finale, se retrouvent lors d'un barrage pour déterminer le métal de leur médaille. Chiara Cainero en tête des qualifications, en battant le record olympique, s'adjuge le titre en pulvérisant ses deux plateaux. Kimberly Rhode, double médaillée d'or en double trap (1996 et 2004) doit se contenter de l'argent.
| Rang | Pays       | Athlète               | Qualification | Qualification | Qualification | Qualification | Qualification | Pts finale | Total | Finale |
| Rang | Pays       | Athlète               | 1             | 2             | 3             | Total         | Finale        | Pts finale | Total | Finale |
| ---- | ---------- | --------------------- | ------------- | ------------- | ------------- | ------------- | ------------- | ---------- | ----- | ------ |
| 1    | Italie     | Chiara Cainero        | 25            | 23            | 24            | 72            | -             | 21         | 93    | +2     |
| 2    | États-Unis | Kimberly Rhode        | 24            | 23            | 23            | 70            | -             | 23         | 93    | +1+2   |
| 3    | Allemagne  | Christine Brinker     | 25            | 22            | 23            | 70            | -             | 23         | 93    | +1+1   |
| 4    | Suède      | Nathalie Larsson      | 23            | 23            | 23            | 69            | -             | 23         | 92    | +2     |
| 5    | Thaïlande  | Sutiya Jiewchaloemmit | 23            | 23            | 25            | 71            | -             | 21         | 92    | +1     |
| 6    | Chine      | Wei Ning              | 25            | 23            | 22            | 70            | -             | 21         | 91    | -      |

## Tableau des médailles
5 médailles d'or pour la Chine, c'est une de plus qu'à Athènes.
| Rang | Nation       | Or | Argent | Bronze | Total |
| ---- | ------------ | -- | ------ | ------ | ----- |
| 1    | Chine        | 5  | 2      | 1      | 8     |
| 2    | États-Unis   | 2  | 2      | 2      | 6     |
| 3    | Tchéquie     | 2  | 1      | 0      | 3     |
| -    | Ukraine      | 2  | 1      | 0      | 3     |
| 5    | Italie       | 1  | 2      | 0      | 3     |
| 6    | Corée du Sud | 1  | 1      | 0      | 2     |
| 7    | Finlande     | 1  | 0      | 1      | 2     |
| 8    | Inde         | 1  | 0      | 0      | 1     |
| 9    | Russie       | 0  | 2      | 2      | 4     |
| 10   | Allemagne    | 0  | 1      | 3      | 4     |
| 11   | Mongolie     | 0  | 1      | 0      | 1     |
| -    | Norvège      | 0  | 1      | 0      | 1     |
| -    | Slovaquie    | 0  | 1      | 0      | 1     |
| 14   | Australie    | 0  | 0      | 1      | 1     |
| -    | Croatie      | 0  | 0      | 1      | 1     |
| -    | Cuba         | 0  | 0      | 1      | 1     |
| -    | France       | 0  | 0      | 1      | 1     |
| -    | Géorgie      | 0  | 0      | 1      | 1     |
| -    | Slovénie     | 0  | 0      | 1      | 1     |